# 羅冠英
羅冠英（1823年—1864年），字福澤，族譜名興來，臺灣府彰化縣東勢角庄客家人，祖籍廣東省潮州府豐順縣；為戴潮春事件中協助清廷官軍的客家鄉勇領袖（翁仔社），並於戰亂中殉亡。事件平息後，奉旨將他入祀昭忠祠、追贈忠信校尉。

## 生平
東勢角庄依偎在大甲溪之左，當地的居民多具有尚武精神，而羅冠英則擅長於火器的射擊，百步之外亦彈無虛發；此外他也善於計畫以及謀略。當時，丘陵山中有某甲，仗恃著武力欺壓當地的老百姓；羅冠英遂率領同夥進攻惡黨，殺死其首領，殘黨無首而敗走，鄉里之人皆十分讚賞羅氏的仗義行徑。
同治元年（1862年），戴潮春舉兵攻陷彰化縣城，清廷文武官員多被殺害。戴氏民兵隨後經略大甲，聽聞當地羅冠英之名氣，因而派遣傳訊使者前往邀請羅氏加入；然而，羅冠英斷然拒絕之。羅冠英隨後召集鄉里人士，樹立「義約」實行守望相助，起初不願意的民眾也在羅冠英對利害進行說明後，決定加入支持官兵的行列。羅冠英聯合總理劉衍梯、紳士呂炳南等人共同招募數百名壯士於翁仔社屯兵紮營，友人廖廷鳳聞訊後以家產資助羅氏鄉勇。新竹團練總辦林占梅派遣部眾邀約羅冠英一同進剿戴潮春的本營四張犁庄。
同治三年（1864年）農曆三月間，羅冠英協助官方討剿小埔心（今彰化縣埤頭鄉）的陳弄，羅冠英不幸中伏而陣亡。

## 軼聞
- 林文察手下有一武夫，名喚張橫，可耍二十斤大刀自如，外號「青馬橫」，在戴潮春事件之中，與敵方許存單挑五日，張橫失手陣亡。張橫有一幼女張雲英，拚死奪回父屍，並手刃殺父仇人許存。羅冠英聽聞張雲英的武勇，便向張雲英求婚，卻被拒絕。[10]